# Cantó d'Herserange
El cantó d'Herserange és un cantó francès del departament de Meurthe i Mosel·la, situat al districte de Briey. Té sis municipis i el cap és Herserange.

## Municipis
- Haucourt-Moulaine
- Herserange
- Hussigny-Godbrange
- Longlaville
- Mexy
- Saulnes

## Història
| Data d'elecció                           | Identitat         | Partit | Qualitat |
| ---------------------------------------- | ----------------- | ------ | -------- |
| 1973-1996                                | Bogdan Politanski | PCF    |          |
| 1996-                                    | Laurent Righi     | PCF    |          |
| les dades anteriors no són pas conegudes |                   |        |          |
|                                          |                   |        |          |

## Demografia
| A partir de 1990: Població sense dobles comptes |